# Chuichu, Arizona
Chuichu je naseljeno područje za statističke svrhe u američkoj saveznoj državi Arizona. Prema popisu stanovništva iz 2010. u njemu je živjelo 269 stanovnika.